# 比爾·李
威廉·拜伦·李（William Byron Lee，1959年10月9日—）是一位美国商人和政治人物，現任田納西州州長，共和黨籍，李在1992年至2016年期间担任其家族经营的李氏公司的总裁兼首席执行官（CEO）。

## 外部連結
- Official governor website （页面存档备份，存于）
- Campaign website （页面存档备份，存于）
- C-SPAN內的頁面（英文）